# DIY Element System
Die DIY Element System GmbH (ehemals Rudolf Bohnacker Systeme) ist ein mittelständisches Unternehmen mit Sitz im schwäbischen Rottenacker in der Nähe von Ulm. Das Unternehmen produziert hauptsächlich Regalsysteme für Endverbraucher.
Dabei ist sie europäischer Marktführer im Bereich der Regal- und Aufbewahrungssysteme für den Endverbraucher.

## Struktur
Unter der Marke Element System werden hauptsächlich Regalsysteme aber auch andere Artikel wie etwa Tischfüße über Baumarktketten wie z. B. Obi für den DIY-Bereich vertrieben. Die ehemalige Marke Huwil shoptec, welche Ladeneinrichter mit Apotheken- und Ladenbausystemen beliefert, wurde im Rahmen der Insolvenz 2010 als eigenständiges Unternehmen ausgegliedert und firmiert heute unter dem Namen shoptec GmbH in Munderkingen. Die ehemalige Marke Trend System, über die hauptsächlich Regale für den klassischen Möbelhandel vertrieben wurden, wurde infolge der Insolvenz eingestellt.
Bei Regalsystemen im DIY-Bereich ist DIY Element System GmbH europäischer Marktführer, so liegt der Marktanteil in Frankreich und Österreich bei 80 %, in den Beneluxländer bei rund 70 % und in der Schweiz sowie in Griechenland bei rund 50 %. Bis 2006 wurden von dem mit zahlreichen internationalen Patenten abgesicherten Regalsystem eine Milliarde Träger und 300 Millionen Schienen produziert. Das Unternehmen fertigt unter anderem auch sogenannte String-Regale, die unter der Bezeichnung BASICS Drahtleitern angeboten werden.

## Standorte

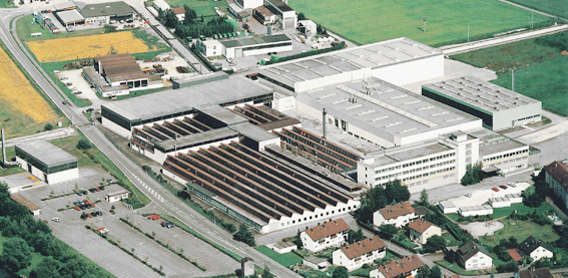
Luftbild des Element System Werks in Rottenacker

- Rottenacker, Deutschland, 160 Mitarbeiter[5].

## Geschichte
1954 wurde das Unternehmen in Blaubeuren durch Rudolf Otto Bohnacker gegründet. 1959 erfolgte die Expansion in ein neues Werk in Rottenacker. 1977 erhielt das Werk in Rottenacker Anschluss an das europäische Schienennetz. 1986 wurde der Werkzeugbau zur eigenständigen WMB GmbH ausgegliedert. 1992 wurde ein Werk in Csót in Ungarn eröffnet. Nach dem Rückzug 1993 von Rudolf Bohnacker senior aus dem Unternehmen wurde dieses unter den zwei Söhnen aufgeteilt.
Rudolf Bohnacker junior übernahm das Werk in Rottenacker; das Unternehmen firmierte als Rudolf Bohnacker GmbH. Die Rudolf Bohnacker GmbH produzierte Regalsysteme für Endverbraucher, welche über Baumarktketten vertrieben wurden. 1998 verstarb Rudolf Bohnacker junior und seine Erben setzten im Laufe der Jahre mehrere Geschäftsführer ein. Nach mehreren Gerichtsverfahren wurde das Unternehmen zur Bohnacker Group GmbH mit den Marken Element System, Trend System und huwil shoptec unbenannt. Unter der etablierten Marke Element System sollte weiter das Geschäft mit Regalen für Endverbraucher stattfinden; mit der Marke Trend System sollte der Einstieg in ein höherwertiges Segment gelingen und die Ware wurde über den klassischen Möbelhandel vertrieben. Durch den Kauf des Unternehmens Huwil im Jahr 2000 wurde die Marke Huwil shoptec gegründet. Mit dieser Marke sollte der Einstieg in den Ladenbau-Sektor gelingen und es wurden vor allem Apothekeneinrichtungen hergestellt und vertrieben. Im Mai 2009 musste das Unternehmen erneut umbenannt werden. Dieses Mal entschied man sich für den Namen Bohnacker Systeme GmbH.
Am 5. November 2010 musste das Unternehmen Insolvenz für den Standort Rottenacker anmelden. Infolge der andauernden Rechtsstreitigkeiten um die Firmierung und infolge der Insolvenz wurde das Unternehmen schließlich in DIY Element System GmbH umbenannt und an die deutsch-niederländische Beteiligungsgesellschaft Nimbus hands-on investors verkauft. Die Marke huwil Shoptec wurde ausgegliedert und wird heute als eigenständiges Unternehmen unter der Firmierung shoptec GmbH mit Sitz in Ehingen betrieben. Die Marke Trend System wurde gänzlich eingestellt.

## Auszeichnungen

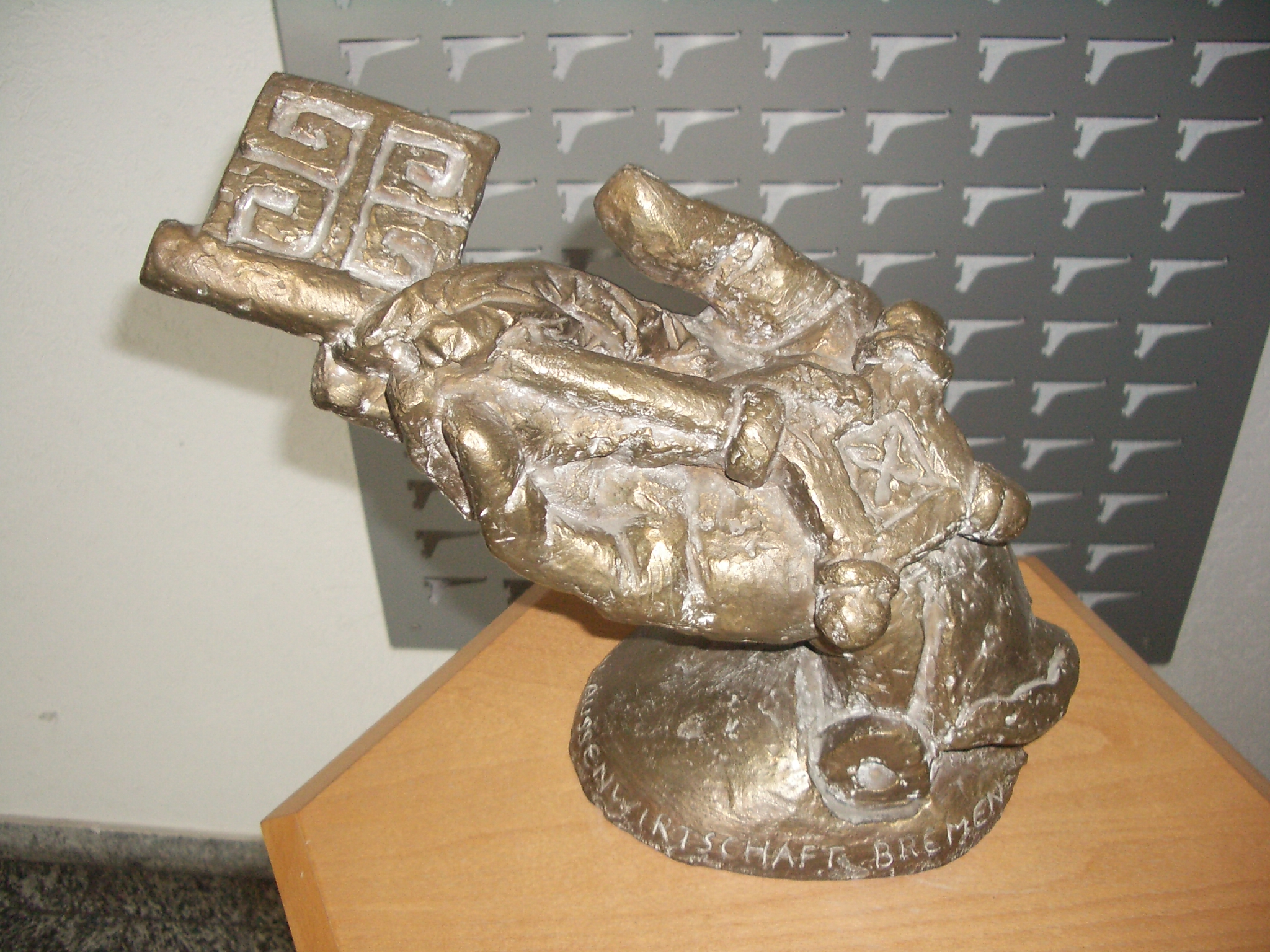
Deutscher Außenwirtschaftspreis; im Hintergrund sind die klassischen Träger der Regalsysteme ausgestanzt zu sehen.

Das Unternehmen erhielt, damals noch als Rudolf Bohnacker Systeme GmbH, einige Auszeichnungen.
- 2003 den Preis der deutschen Außenwirtschaft[13]
- 2005 für ein Klappregal den IF Design Award.[14]
- Zudem erhielt das Unternehmen für einen Unternehmensfilm mehrere Preise wie etwa den PLATIN Award bei dem WorldFest Festival Houston 2006.